# Kateřina Novotná
Kateřina Novotná (Mladá Boleslav, 12 agosto 1984) è una pattinatrice di short track ceca.

## Biografia
Ha rappresentato la Repubblica Ceca ai Giochi olimpici invernali di Salt Lake City 2002, Torino 2006, Vancouver 2010 e Soči 2014.

## Palmarès
- Campionati europei

Zoetermeer 2004: bronzo nei 500 m;
Ventspils 2008: bronzo nei 1500 m;
Torino 2009: oro nei 1500 m; oro nei 3000 m; argento in classifica generale;
Dresda 2010:oro in classifica generale; oro nei 1000 m; oro nei 3000 m; argento nei 500 m;
Heerenveen 2011: argento nei 3000 m;